# Tam Anh Bắc
Tam Anh Bắc là một xã thuộc huyện Núi Thành, tỉnh Quảng Nam, Việt Nam.

## Địa lý
Xã Tam Anh Bắc nằm ở phía bắc huyện Núi Thành, có vị trí địa lý:
- Phía đông giáp xã Tam Tiến và xã Tam Hòa
- Phía tây giáp xã Tam Thạnh
- Phía nam giáp xã Tam Anh Nam
- Phía bắc giáp xã Tam Xuân II.

Xã Tam Anh Bắc có diện tích 21 km², dân số năm 2019 là 6.399 người, mật độ dân số đạt 305 người/km².

## Hành chính
Xã Tam Anh Bắc được chia thành 5 thôn: Đức Bố 1, Đức Bố 2, Thuận An, Trà Lý, An Lương.